# Monceaux-sur-Dordogne
Pour les articles homonymes, voir Monceaux (homonymie).
Pour l’article ayant un titre homophone, voir Monceau.
Monceaux-sur-Dordogne est une commune française située dans le département de la Corrèze en région Nouvelle-Aquitaine. Appelée Monceaux-en-Limousin jusqu'au XVIIIe siècle.

## Géographie

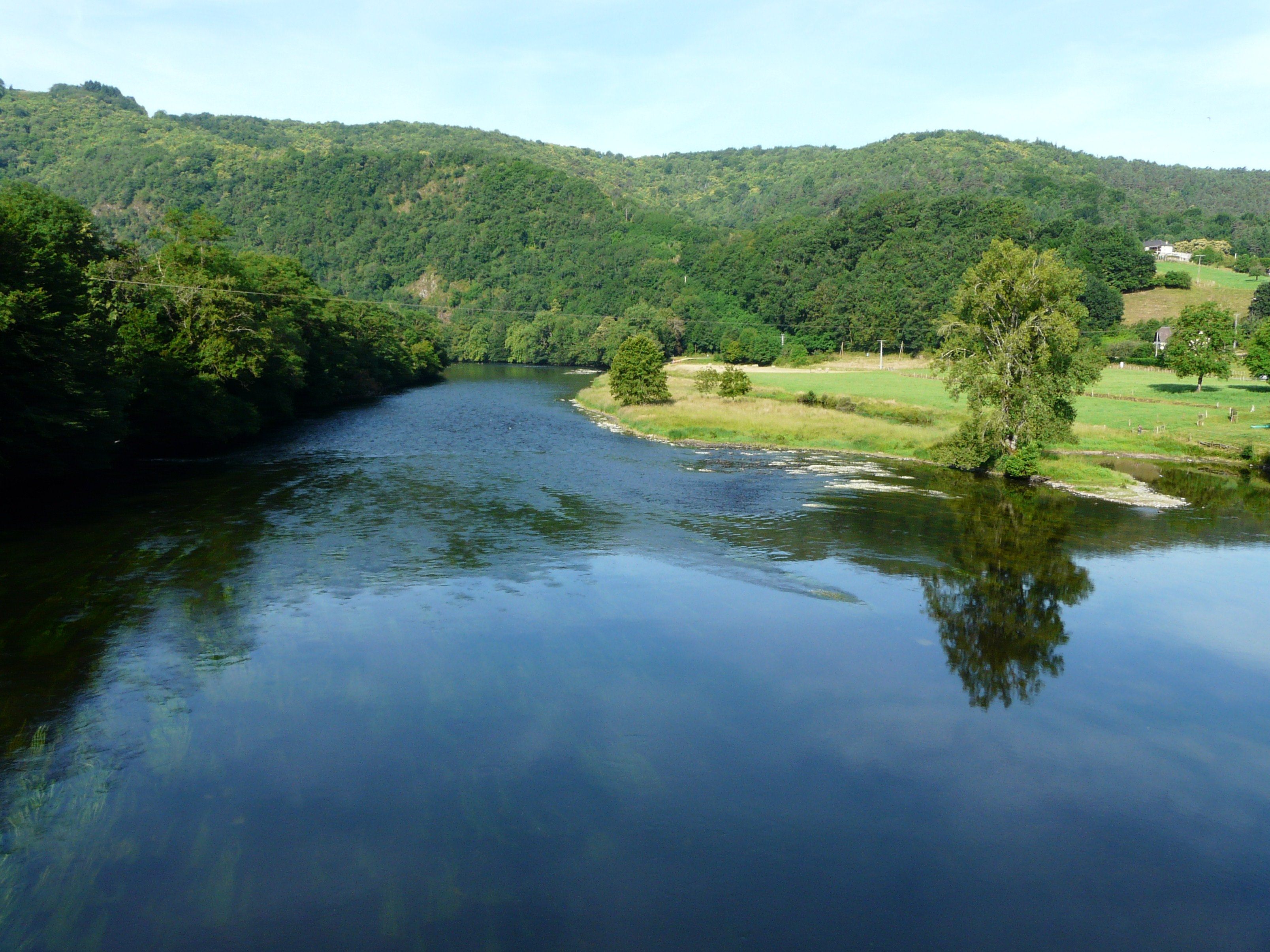
La Dordogne au pont de Laygues.

Au sud du département de la Corrèze, la commune de Monceaux-sur-Dordogne est, comme son nom l'indique, arrosée par la Dordogne. La majeure partie du territoire communal se situe sur sa rive droite. À l'est, la Dordogne y reçoit deux affluents : en rive gauche, la Maronne, et en rive droite, en limite d'Argentat, la Souvigne.
Le territoire communal est desservi en rive gauche par les routes départementales (RD) 12, 83E1  et 169, et en rive droite par les RD 12E2 et 116.

### Communes limitrophes
Monceaux-sur-Dordogne est limitrophe de sept autres communes.
Les communes limitrophes sont  Argentat-sur-Dordogne, Bassignac-le-Bas, Chenailler-Mascheix, La Chapelle-Saint-Géraud, Neuville, Reygade et Saint-Hilaire-Taurieux.
| Saint-Hilaire-Taurieux | Neuville              | Argentat                 |
| Chenailler-Mascheix    | Monceaux-sur-Dordogne |                          |
| Bassignac-le-Bas       | Reygade               | La Chapelle-Saint-Géraud |

### Climat
Pour des articles plus généraux, voir Climat de la Nouvelle-Aquitaine et Climat de la Corrèze.
Historiquement, la commune est exposée à un climat montagnard.
En 2020, Météo-France publie une typologie des climats de la France métropolitaine dans laquelle la commune est exposée à un climat de montagne et est dans la région climatique  Ouest et nord-ouest du Massif Central, caractérisée par une pluviométrie annuelle de 900 à 1 500 mm, maximale en automne et en hiver.
Pour la période 1971-2000, la température annuelle moyenne est de 12,8 °C, avec  une amplitude thermique annuelle de 15,8 °C. Le cumul annuel moyen de précipitations est de 1 177 mm, avec 12,7 jours de précipitations en janvier et 7,5 jours en juillet. Pour la période 1991-2020, la température moyenne annuelle observée sur la station météorologique la plus proche, située sur la commune d'Argentat-sur-Dordogne à 3 km à vol d'oiseau, est de 12,7 °C et le cumul annuel moyen de précipitations est de 1 145,5 mm,. Pour l'avenir, les paramètres climatiques de la commune estimés pour 2050 selon différents scénarios d’émission de gaz à effet de serre sont consultables sur un site dédié publié par Météo-France en novembre 2022.

## Urbanisme

### Typologie
Au 1er janvier 2024, Monceaux-sur-Dordogne est catégorisée commune rurale à habitat très dispersé, selon la nouvelle grille communale de densité à 7 niveaux définie par l'Insee en 2022.
Elle est située hors unité urbaine. Par ailleurs la commune fait partie de l'aire d'attraction d'Argentat-sur-Dordogne, dont elle est une commune de la couronne,. Cette aire, qui regroupe 12 communes, est catégorisée dans les aires de moins de 50 000 habitants,.

### Occupation des sols
L'occupation des sols de la commune, telle qu'elle ressort de la base de données européenne d’occupation biophysique des sols Corine Land Cover (CLC), est marquée par l'importance des forêts et milieux semi-naturels (57,8 % en 2018), en diminution par rapport à 1990 (63,4 %). La répartition détaillée en 2018 est la suivante : 
forêts (57,8 %), zones agricoles hétérogènes (19,4 %), prairies (17,6 %), eaux continentales (4,3 %), zones urbanisées (0,9 %).
L'évolution de l’occupation des sols de la commune et de ses infrastructures peut être observée sur les différentes représentations cartographiques du territoire : la carte de Cassini (XVIIIe siècle), la carte d'état-major (1820-1866) et les cartes ou photos aériennes de l'IGN pour la période actuelle (1950 à aujourd'hui).

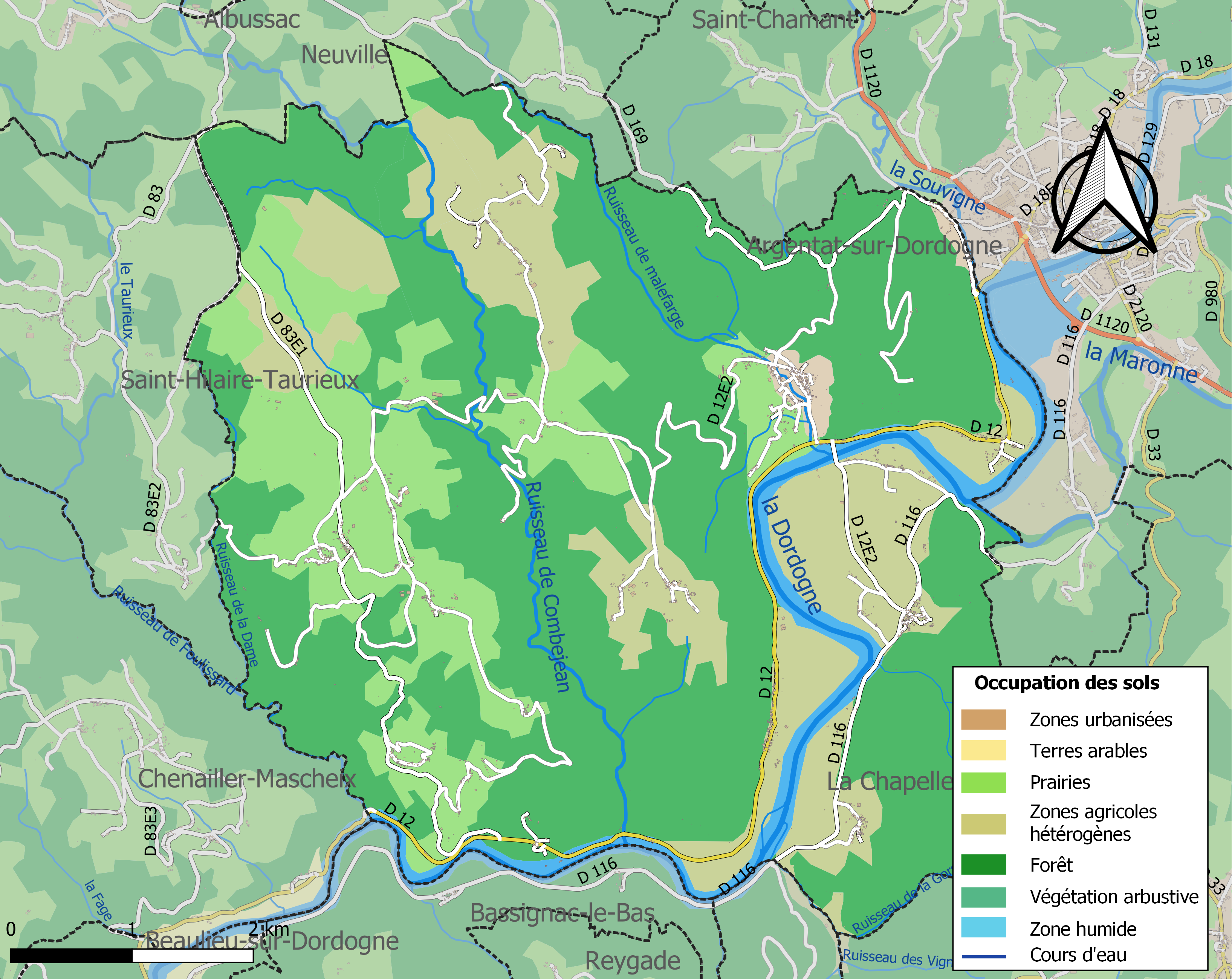
Carte des infrastructures et de l'occupation des sols de la commune en 2018 (CLC).

### Lieux-dits
Arestier, Bros, Cérez, Champeaux, Chansèves, Combejean, Durieux, Escourbaniers, Feneyrol, L'École du Viallard, La Bessade, La Boule, La Bouyge, La Bouyge Basse, La Bouyge Haute, La Brique, La Chassagne, La Jonchère, La Lathyère, La Martiniste, La Mette, La Ramière, La Salle, La Souvigne, Lafarge, Laygues, Le Bech, Le Bellet, Le Bourg, Le Chambon, Le Charlat, Le Chassang, Le Claux, Le Four, Le Gaud, Le Graulier, Le Louradour, Le Malpas, Le Mons, Le Pont de la Borie, Le Pradel, Le Saulou, Le Temple, Le Theil, Le Tournant de Frayssit, Le Viallard, Les Cabanes, Les Chanabals, Les Combes, Les Dames, Les Prés de Vergnolles, Moulin de la Borie, Moulin de Vaurette, Moustoulat, Port de Vaurs, Puy Jaubert, Rouby, Saulières, Vaurette, Vergnolles.

### Risques majeurs
Le territoire de la commune de Monceaux-sur-Dordogne est vulnérable à différents aléas naturels : météorologiques (tempête, orage, neige, grand froid, canicule ou sécheresse), inondations, feux de forêts et séisme (sismicité très faible). Il est également exposé à un risque technologique, la rupture d'un barrage, et à un risque particulier : le risque de radon. Un site publié par le BRGM permet d'évaluer simplement et rapidement les risques d'un bien localisé soit par son adresse soit par le numéro de sa parcelle.

#### Risques naturels
Certaines parties du territoire communal sont susceptibles d’être affectées par le risque d’inondation par débordement de cours d'eau, notamment la Dordogne, la Maronne, la Souvigne et la Gane. La commune a été reconnue en état de catastrophe naturelle au titre des dommages causés par les inondations et coulées de boue survenues en 1982, 1990, 1992, 1993, 1999 et 2001,. Le risque inondation est pris en compte dans l'aménagement du territoire de la commune par le biais du plan de prévention des risques (PPR) inondation « Monceaux-sur-Dordogne - Bassin de la Dordogne », approuvé le 30 octobre 2013.

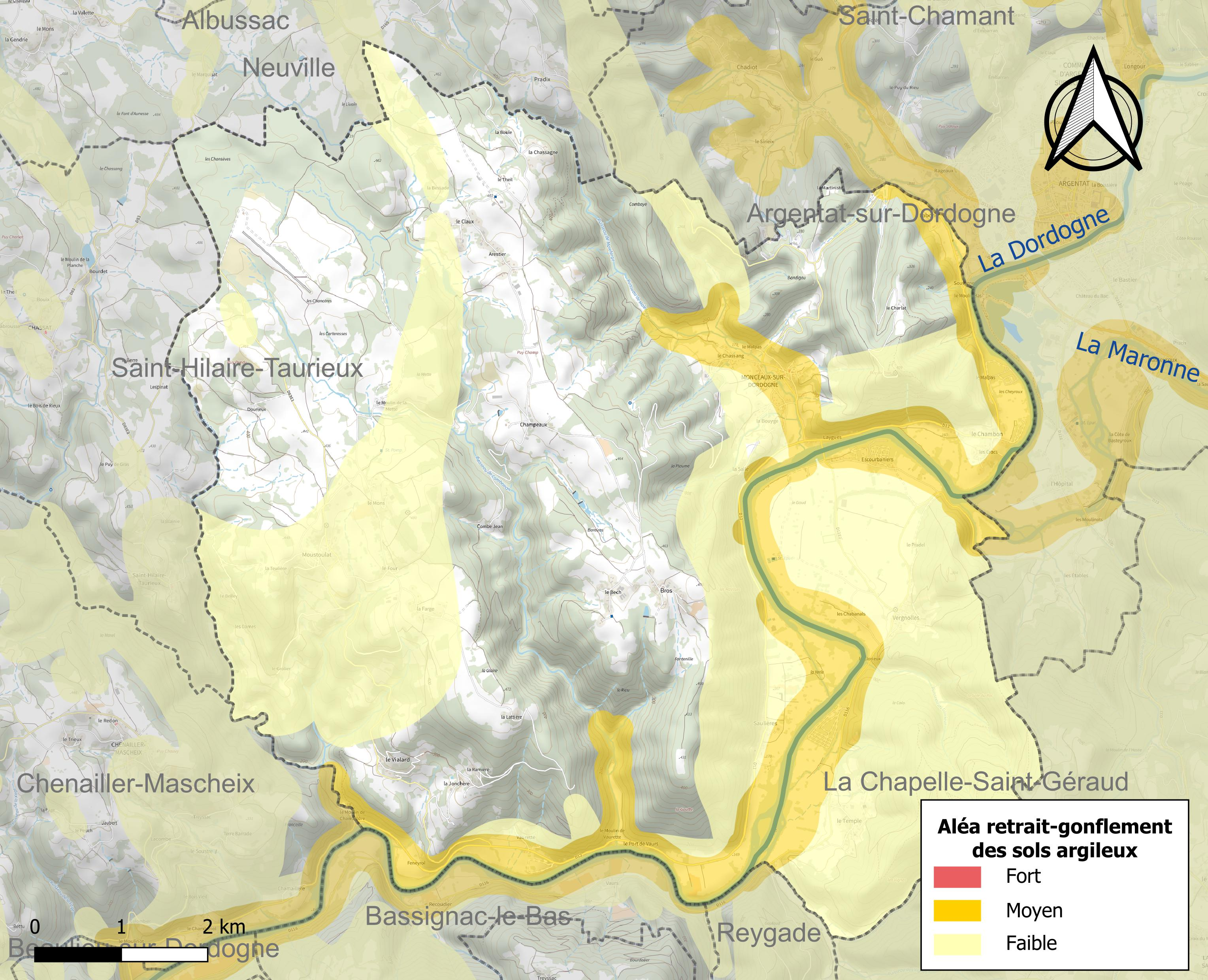
Carte des zones d'aléa retrait-gonflement des sols argileux de Monceaux-sur-Dordogne.

Le retrait-gonflement des sols argileux est susceptible d'engendrer des dommages importants aux bâtiments en cas d’alternance de périodes de sécheresse et de pluie. 14,3 % de la superficie communale est en aléa moyen ou fort (26,8 % au niveau départemental et 48,5 % au niveau national). Sur les 461 bâtiments dénombrés sur la commune en 2019, 162 sont en aléa moyen ou fort, soit 35 %, à comparer aux 36 % au niveau départemental et 54 % au niveau national. Une cartographie de l'exposition du territoire national au retrait gonflement des sols argileux est disponible sur le site du BRGM,.
Concernant les feux de forêt, aucun plan de prévention des risques incendie de forêt (PPRIF) n’a été établi en Corrèze, néanmoins le code de l’urbanisme impose la prise en compte des risques dans les documents d’urbanisme. Le périmètre des servitudes d'utilité publique et des zones d'obligation légale de débroussaillement pour les particuliers est quant à lui défini pour la commune dans une carte dédiée.
Concernant les mouvements de terrains, la commune a été reconnue en état de catastrophe naturelle au titre des dommages causés par des mouvements de terrain en 1999.

#### Risques technologiques
La commune est en outre située en aval des barrages de Bort-les-Orgues, du Chastang, de Marcillac, d'Enchanet et de Hautefage, des ouvrages de classe A soumis à PPI. À ce titre elle est susceptible d’être touchée par l’onde de submersion consécutive à la rupture d'un de ces ouvrages.

#### Risque particulier
Dans plusieurs parties du territoire national, le radon, accumulé dans certains logements ou autres locaux, peut constituer une source significative d’exposition de la population aux rayonnements ionisants. Certaines communes du département sont concernées par le risque radon à un niveau plus ou moins élevé. Selon la classification de 2018, la commune de Monceaux-sur-Dordogne est classée en zone 3, à savoir zone à potentiel radon significatif.

## Histoire et toponymie
Le bourg est cité pour la première fois sous le nom de Castrum Mulcedonum, vers 930, puis sous les formes Molseon, 1114 ; Monceaulx, Moulceo, vers 1315. Le second élément du nom est le gaulois dunum représenté par -donum à l'époque franque (voir Austedonum au VIe siècle pour Augustodunum, Autun). Il désignait ici un site fortifié de hauteur.
L'étroite vallée où se trouve le bourg est en effet dominée par le Puy-du-Tour où ont été mis au jour d'importants vestiges d'une enceinte du second âge du fer, qui contrôlait le franchissement de la Dordogne par un très ancien itinéraire de long parcours entre Armorique et Méditerranée. Les fouilles entreprises sur le site du Puy-du-Tour ont révélé que ces structures protohistoriques appartenaient à un oppidum pourvu d'une fortification de type murus gallicus et dont l'occupation s'est échelonnée de la période du Néolithique jusqu'à la fin du Ier siècle av. J.-C. (époque finale de La Tène).
Le premier élément du toponyme est obscur. Au cours du Moyen Âge, le nom, dont le sens n'était plus compris, a subi l'attraction de l'occitan moncel, monceu (« petit mont, colline »), du bas-latin monticellus.
En 1919, la commune de Monceaux prend le nom de Monceaux-sur-Dordogne.

## Politique et administration

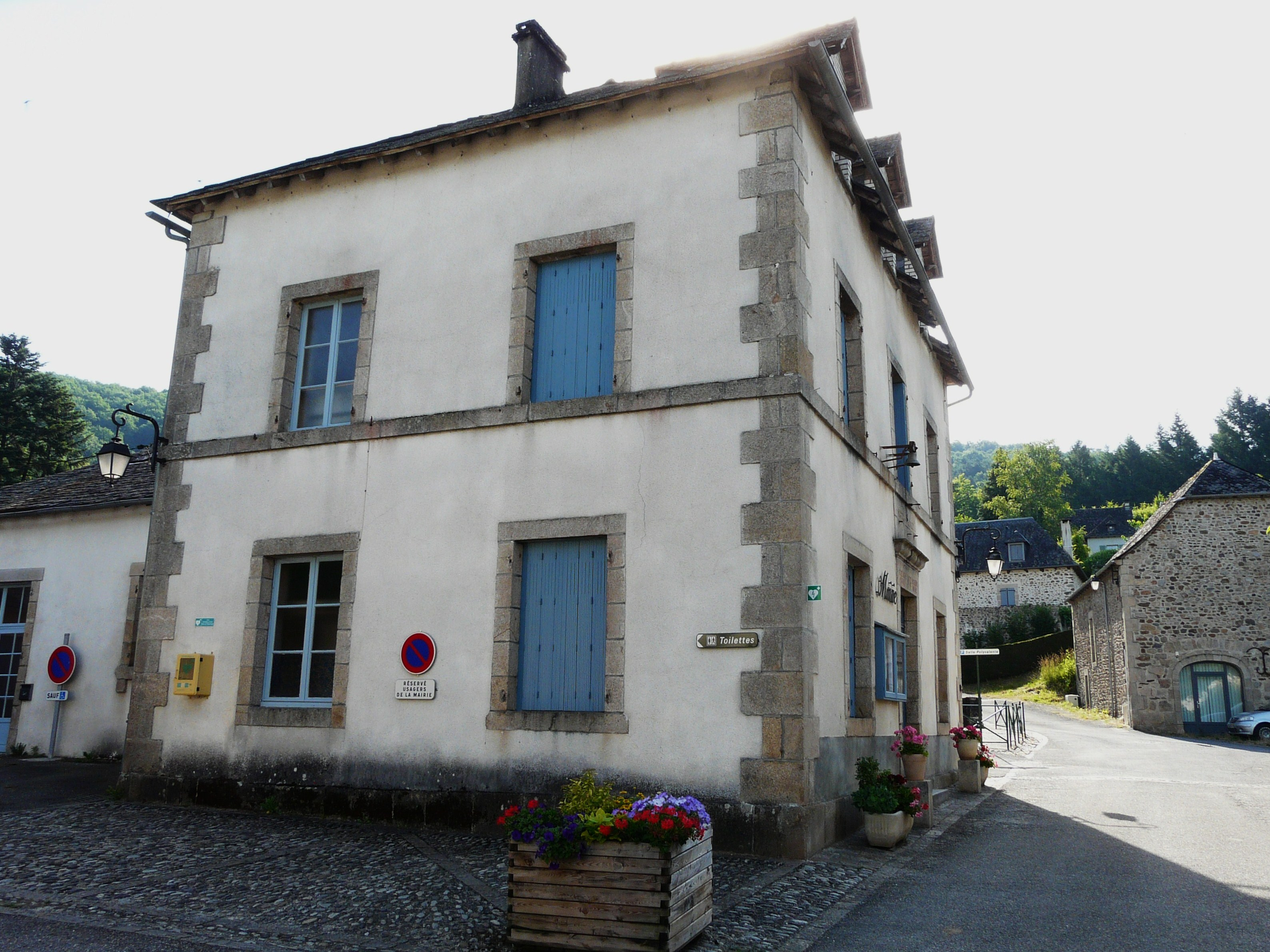
La mairie.

| Période                                  | Période  | Identité          | Étiquette | Qualité                                                     |
| ---------------------------------------- | -------- | ----------------- | --------- | ----------------------------------------------------------- |
| Les données manquantes sont à compléter. |          |                   |           |                                                             |
|                                          |          |                   |           |                                                             |
| 1995                                     | mai 2020 | Hubert Arrestier  |           | Agriculteur retraité Président de la communauté de communes |
| mai 2020                                 | En cours | Vincent Arrestier | DVD       | Agriculteur                                                 |

## Démographie
Après avoir presque atteint les 2 000 habitants en 1851, la population communale est passée en dessous des 700 habitants depuis les années 1990.

L'évolution du nombre d'habitants est connue à travers les recensements de la population effectués dans la commune depuis 1793. Pour les communes de moins de 10 000 habitants, une enquête de recensement portant sur toute la population est réalisée tous les cinq ans, les populations de référence des années intermédiaires étant quant à elles estimées par interpolation ou extrapolation. Pour la commune, le premier recensement exhaustif entrant dans le cadre du nouveau dispositif a été réalisé en 2007.

En 2022, la commune comptait 630 habitants, en évolution de −1,41 % par rapport à 2016 (Corrèze : −0,59 %, France hors Mayotte : +2,11 %).
| 1793  | 1800  | 1806  | 1821  | 1831  | 1836  | 1841  | 1846  | 1851  |
| ----- | ----- | ----- | ----- | ----- | ----- | ----- | ----- | ----- |
| 1 454 | 1 503 | 1 573 | 1 589 | 1 602 | 1 734 | 1 829 | 1 880 | 1 982 |

| 1856  | 1861  | 1866  | 1872  | 1876  | 1881  | 1886  | 1891  | 1896  |
| ----- | ----- | ----- | ----- | ----- | ----- | ----- | ----- | ----- |
| 1 971 | 1 894 | 1 929 | 1 807 | 1 813 | 1 783 | 1 870 | 1 840 | 1 805 |

| 1901  | 1906  | 1911  | 1921  | 1926  | 1931  | 1936  | 1946  | 1954  |
| ----- | ----- | ----- | ----- | ----- | ----- | ----- | ----- | ----- |
| 1 725 | 1 617 | 1 569 | 1 335 | 1 256 | 1 160 | 1 200 | 1 114 | 1 122 |

| 1962  | 1968 | 1975 | 1982 | 1990 | 1999 | 2006 | 2007 | 2012 |
| ----- | ---- | ---- | ---- | ---- | ---- | ---- | ---- | ---- |
| 1 059 | 948  | 812  | 722  | 703  | 660  | 680  | 682  | 655  |

| 2017 | 2022 | - | - | - | - | - | - | - |
| ---- | ---- | - | - | - | - | - | - | - |
| 636  | 630  | - | - | - | - | - | - | - |

## Économie
Monceaux-sur-Dordogne est une commune de tradition rurale où les vignes et le passage des gabares ont cédé la place à une économie axée vers l'élevage bovin de race limousine.
Forte importance du tourisme. Sous la marque commerciale « Marchés des producteurs de pays », un marché d'agriculteurs et de traiteurs se déroule l'été, le jeudi en soirée. Des campings, des restaurants à la ferme et des chambres d'hôtes existent également sur le territoire communal.

## Culture locale et patrimoine

### Sport traditionnel
Le balle au tambourin.

### Lieux et monuments
- Église Saint-Martin-de-Tours de Monceaux-sur-Dordogne
- Ebles de Ventadour reconnait en 1272 tenir en fief le Château de Molceo du Monastère de Tulle[28].
- L'oppidum du Puy du Tour, datant de la Tène ancienne, voire de l'Halstatt a montré des vestiges datant des périodes gallo-romaine et médiévale. Sa fortification gauloise est classée au titre des monuments historiques depuis 1988[29].

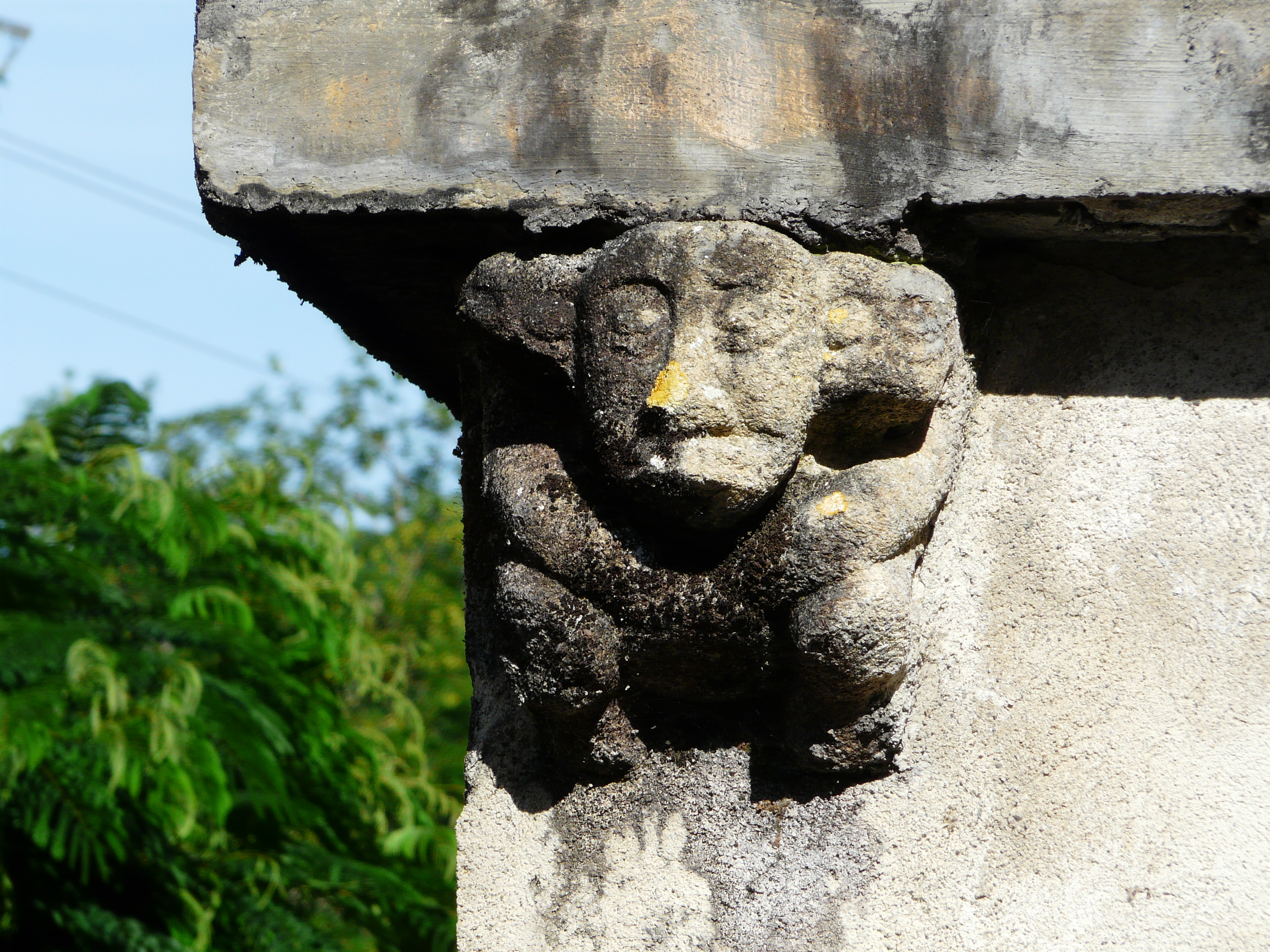
Modillon de l'église.
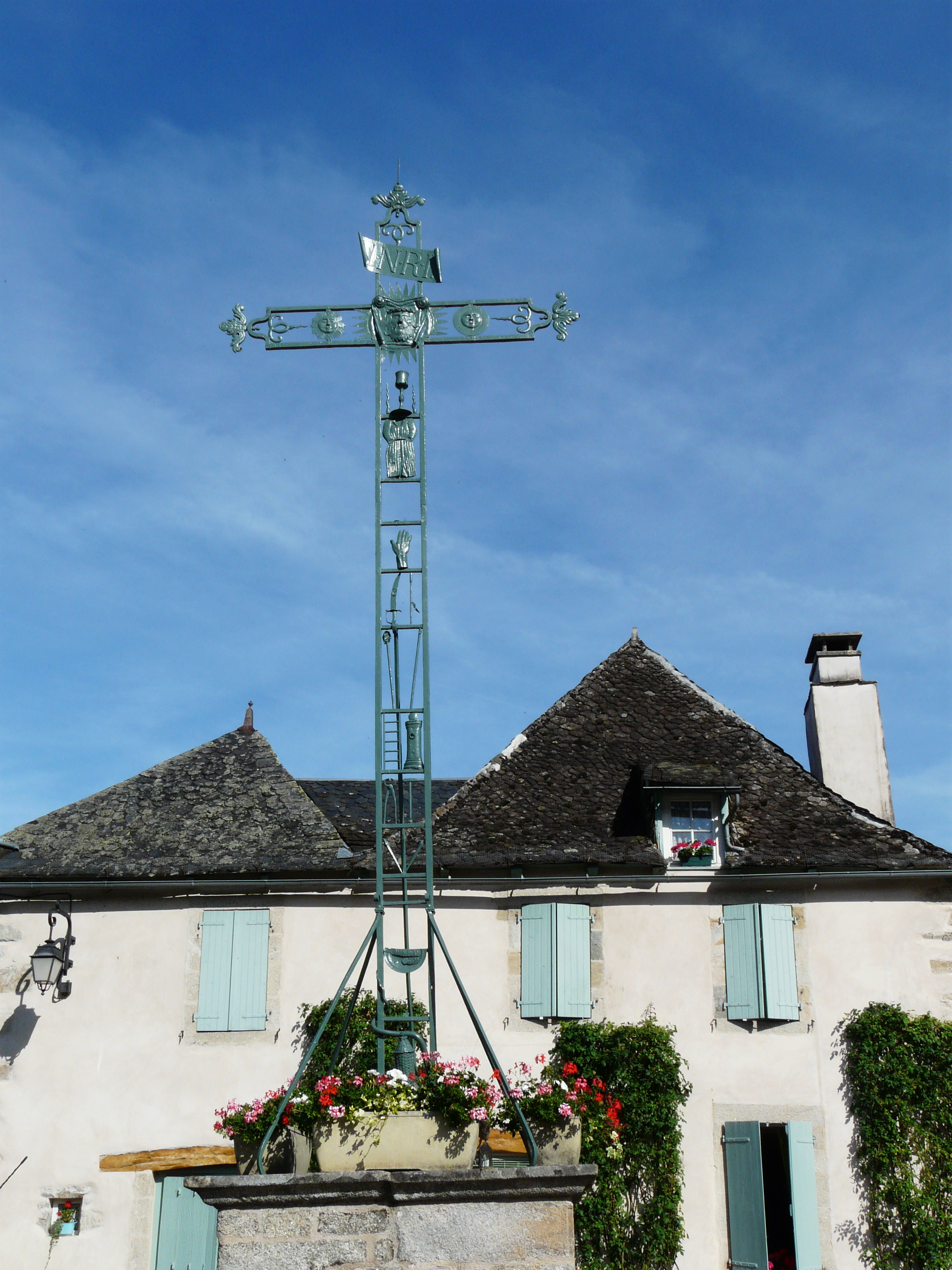
Croix de la Passion, dans le bourg.
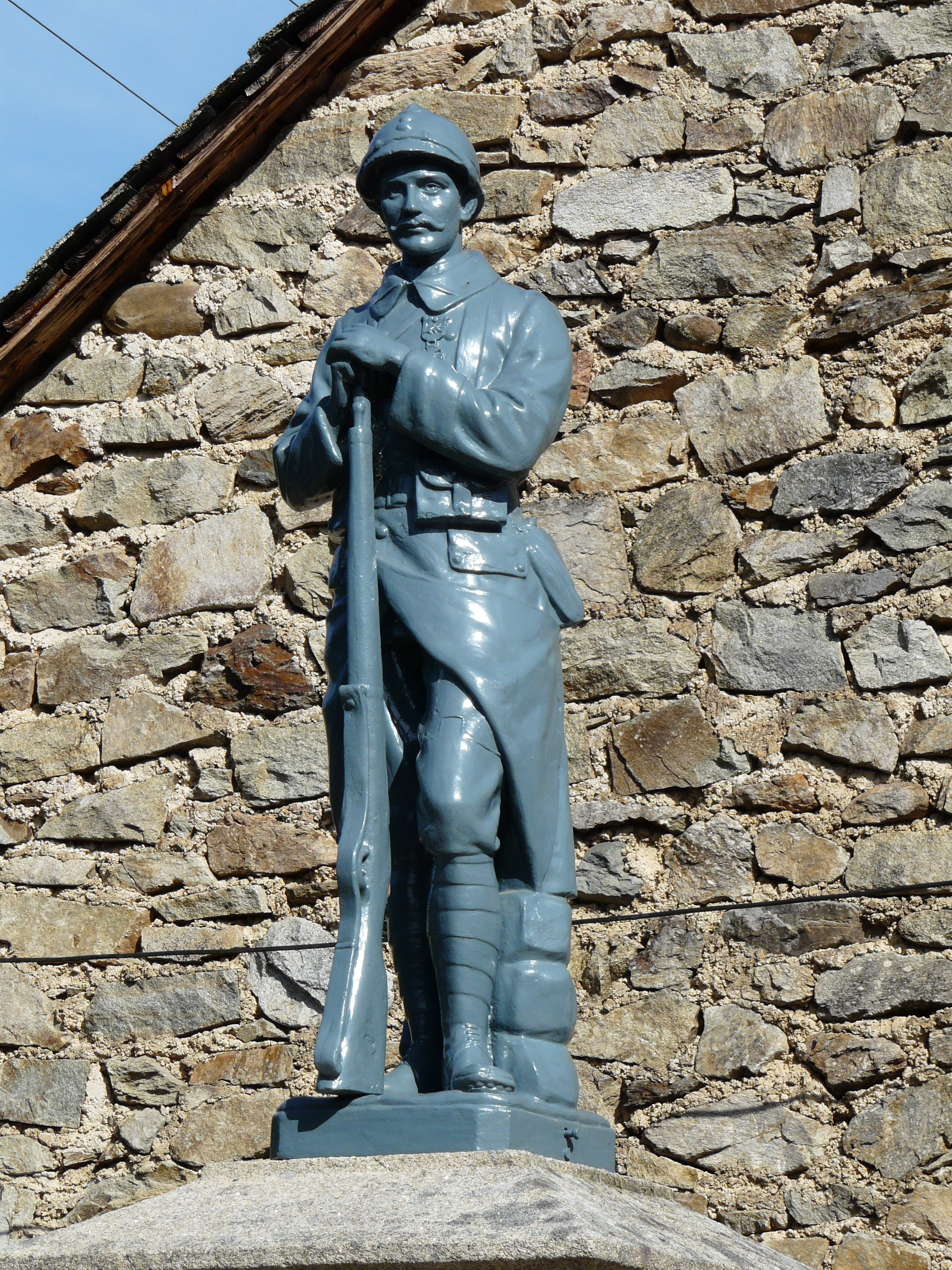
Le monument aux morts.

### Personnalités liées à la commune
- René Teulade (1931-2014), né à Monceaux-sur-Dordogne, a été ministre des Affaires sociales de 1992 à 1993, et sénateur-maire d'Argentat.

### Héraldique
| Blason de Monceaux-sur-Dordogne | Blason  | D'azur à trois fasces d'or.                      |
| Blason de Monceaux-sur-Dordogne | Détails | Le statut officiel du blason reste à déterminer. |